# Tribseer Straße 30 (Stralsund)

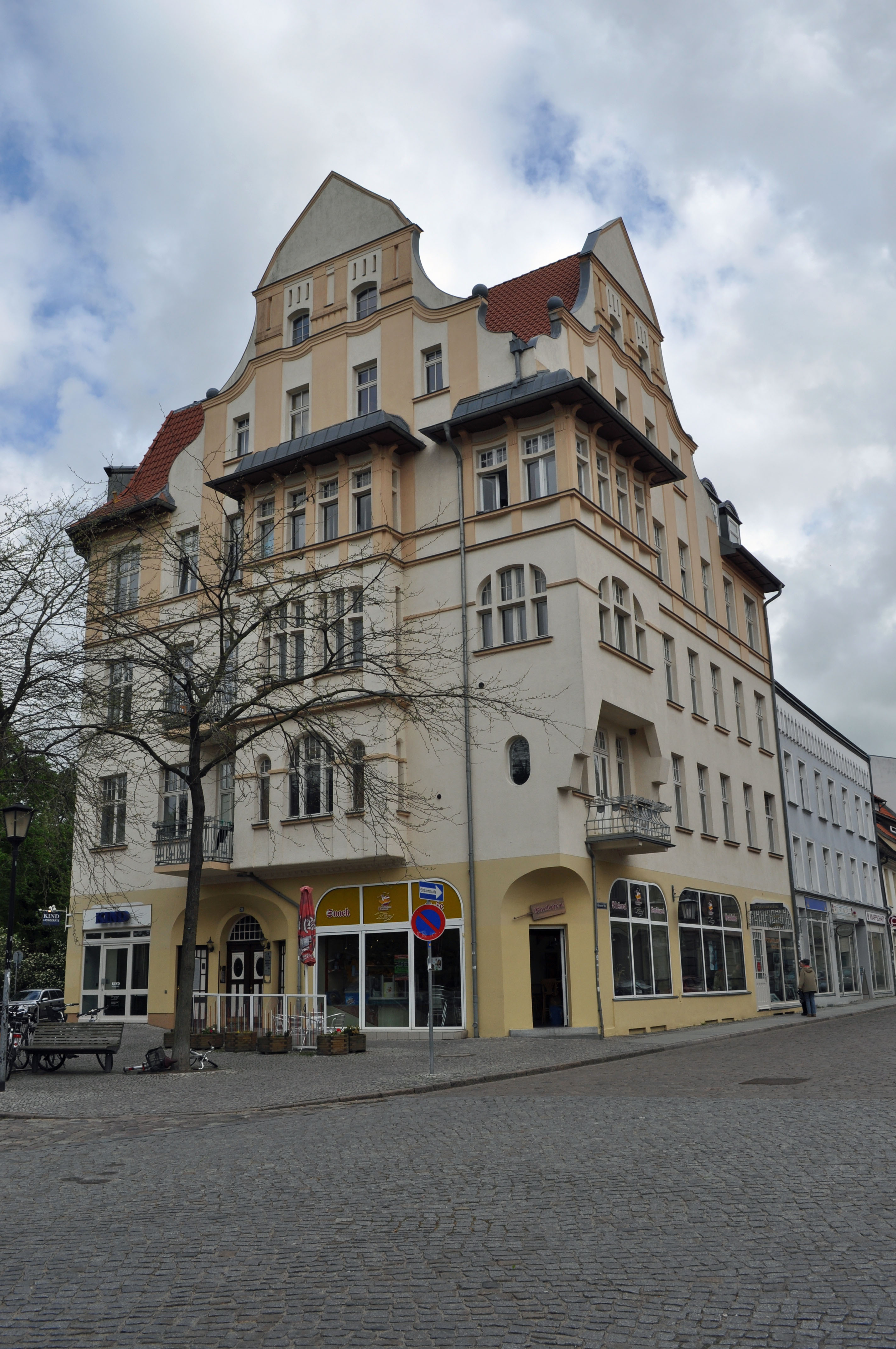
Das Haus Tribseer Straße 30 in Stralsund (2012)

Das Gebäude mit der postalischen Adresse Tribseer Straße 30 ist ein denkmalgeschütztes Bauwerk in der Tribseer Straße in Stralsund, an der Ecke zum Katharinenberg.
Der viergeschossige Eckhaus wurde im Jahr 1911 errichtet.
Die beiden Hauptfronten zur Tribseer Straße und zum Katharinenberg sind von hohen Schweifgiebeln mit bis in das oberste Vollgeschoss hinabgeführter Pilastergliederung gekrönt. Über die Geschosse erstrecken sich Erker und Balkone.
Das Haus liegt im Kerngebiet des von der UNESCO als Weltkulturerbe anerkannten Stadtgebietes des Kulturgutes „Historische Altstädte Stralsund und Wismar“. In die Liste der Baudenkmale in Stralsund ist es mit der Nummer 763 eingetragen.